# Fleury (Manche)
Pour les articles homonymes, voir Fleury.
Fleury est une commune française, située dans le département de la Manche en région Normandie, peuplée de 1 085 habitants.

## Géographie

### Localisation
La commune est en Bocage normand, aux confins de l'Avranchin, du pays de Coutances et du pays saint-lois. L'atlas des paysages de la Basse-Normandie classe la quasi-totalité de la commune dans la partie sud de la « Manche centrale », caractérisée par un bocage fermé au faible relief. Le nord et l'ouest du territoire bordent l'unité des gorges de la Haute-Sienne et du Thar, « paysage de gorges encaissées ». Son bourg est à 4,5 km à l'ouest de Villedieu-les-Poêles, à 12 km au sud-est de Gavray et à 12 km au nord-est de La Haye-Pesnel.
Le territoire et son bourg sont traversés par la route départementale no 924 (ancienne route nationale 24bis) menant à Villedieu-les-Poêles à l'est à Granville à l'ouest. La D 9 s'y raccorde à l'est et permet de rejoindre Gavray au nord. La D 485 croise la D 924 dans le bourg et mène vers La Lande-d'Airou et Ruffigny au sud. La D 562 en part au nord du bourg vers La Bloutière au nord-est. L'échangeur 37 de l'A84 occupe une partie importante de l'est du territoire et permet un accès direct vers Caen et Rennes. La D 33 s’intègre à un de ses accès et permet de rejoindre Le Mesnil-Garnier vers le nord-ouest. D'autres départementales mineures parcourent le territoire communal permettant l'accès aux communes environnantes.
Fleury est dans le bassin de la Sienne. La départementale 33 sépare le territoire entre son bassin direct et celui de son affluent l'Airou. Ce dernier occupe la plus grande partie, au sud-ouest, drainée par la Hébarbe à l'ouest et surtout la Douquette — qui délimite le sud du territoire — et trois de ses affluents. Les eaux du nord et de l'est sont collectées par la Bérence, la Davière et deux autres courts affluents du fleuve côtier.
Le point culminant (201 m) se situe au nord-ouest, entre les lieux-dits la Vespellière et la Tondière. Le point le plus bas (109 m) correspond à la sortie de la Douquette du territoire, au sud-ouest. La commune est bocagère.
| Le Mesnil-Garnier | La Bloutière     | La Bloutière                                                        |
| Champrepus        | Fleury           | Villedieu-les-Poêles-Rouffigny (comm. dél. de Villedieu-les-Poêles) |
| La Lande-d'Airou  | La Lande-d'Airou | Villedieu-les-Poêles-Rouffigny (comm. dél. de Villedieu-les-Poêles) |

### Hydrographie
La commune est située dans le bassin Seine-Normandie. Elle est drainée par la Bérence, la Douquette, le ruisseau de la Hebarbe, le cours d'eau 01 de Graffard, le cours d'eau 01 de l'Hôtel Godefroy, le cours d'eau 02 de la commune du Mesnil-Garnier, la Daviere, le fossé 01 de l'Hôtel Everet, le fossé 01 du Petit Mesnil, le fossé 01 du Village de Caquevel, le fossé 05 de la Maison Neuve, le fossé 05 de la Rairie et le fossé 06 de la Rairie,,.
La Bérence, d'une longueur de 11 km, prend sa source dans la commune  et se jette  dans la Sienne à Gavray-sur-Sienne, après avoir traversé cinq communes. 

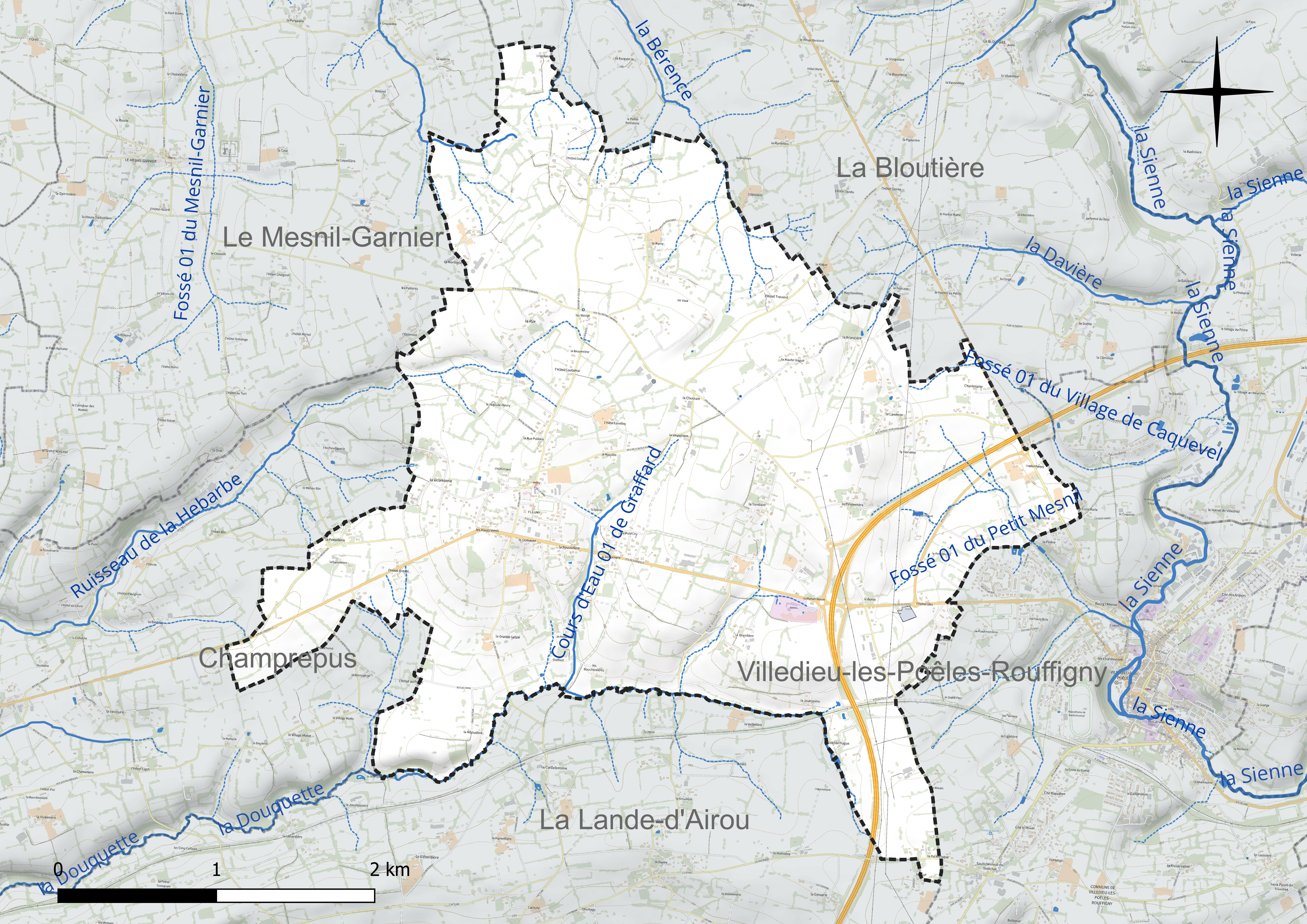
Réseau hydrographique de Fleury.

### Climat
Pour des articles plus généraux, voir Climat de la Normandie et Climat de la Manche.
En 2010, le climat de la commune est de type climat océanique franc, selon une étude du CNRS s'appuyant sur une série de données couvrant la période 1971-2000. En 2020, Météo-France publie une typologie des climats de la France métropolitaine dans laquelle la commune est exposée à un climat océanique et est dans la région climatique  Normandie (Cotentin, Orne), caractérisée par une pluviométrie relativement élevée (850 mm/a) et un été frais (15,5 °C) et venté. Parallèlement le GIEC normand, un groupe régional d’experts sur le climat, différencie quant à lui, dans une étude de 2020, trois grands types de climats pour la région Normandie, nuancés à une échelle plus fine par les facteurs géographiques locaux. La commune est, selon ce zonage, exposée à un « climat contrasté des collines », correspondant au Bocage normand, bien arrosé, voire très arrosé sur les reliefs les plus exposés au flux d’ouest, et frais en raison de l’altitude.
Pour la période 1971-2000, la température annuelle moyenne est de 10,5 °C, avec une amplitude thermique annuelle de 12,5 °C. Le cumul annuel moyen de précipitations est de 1 060 mm, avec 14,5 jours de précipitations en janvier et 9,4 jours en juillet. Pour la période 1991-2020, la température moyenne annuelle observée sur la station météorologique la plus proche, située sur la commune de Cerisy-la-Salle à 20 km à vol d'oiseau, est de 11,5 °C et le cumul annuel moyen de précipitations est de 1 112,5 mm,. Pour l'avenir, les paramètres climatiques de la commune estimés pour 2050 selon différents scénarios d’émission de gaz à effet de serre sont consultables sur un site dédié publié par Météo-France en novembre 2022.

## Urbanisme

### Typologie
Au 1er janvier 2024, Fleury est catégorisée commune rurale à habitat dispersé, selon la nouvelle grille communale de densité à sept niveaux définie par l'Insee en 2022.
Elle appartient à l'unité urbaine de Villedieu-les-Poêles-Rouffigny, une agglomération intra-départementale regroupant trois  communes, dont elle est une commune de la banlieue,,. Par ailleurs la commune fait partie de l'aire d'attraction de Villedieu-les-Poêles-Rouffigny, dont elle est une commune de la couronne,. Cette aire, qui regroupe 11 communes, est catégorisée dans les aires de moins de 50 000 habitants,.

### Occupation des sols
L'occupation des sols de la commune, telle qu'elle ressort de la base de données européenne d’occupation biophysique des sols Corine Land Cover (CLC), est marquée par l'importance des territoires agricoles (92,7 % en 2018), en diminution par rapport à 1990 (98,7 %). La répartition détaillée en 2018 est la suivante : prairies (67,1 %), terres arables (21,5 %), zones urbanisées (5,3 %), zones agricoles hétérogènes (4,1 %), zones industrielles ou commerciales et réseaux de communication (2 %). L'évolution de l’occupation des sols de la commune et de ses infrastructures peut être observée sur les différentes représentations cartographiques du territoire : la carte de Cassini (XVIIIe siècle), la carte d'état-major (1820-1866) et les cartes ou photos aériennes de l'IGN pour la période actuelle (1950 à aujourd'hui).

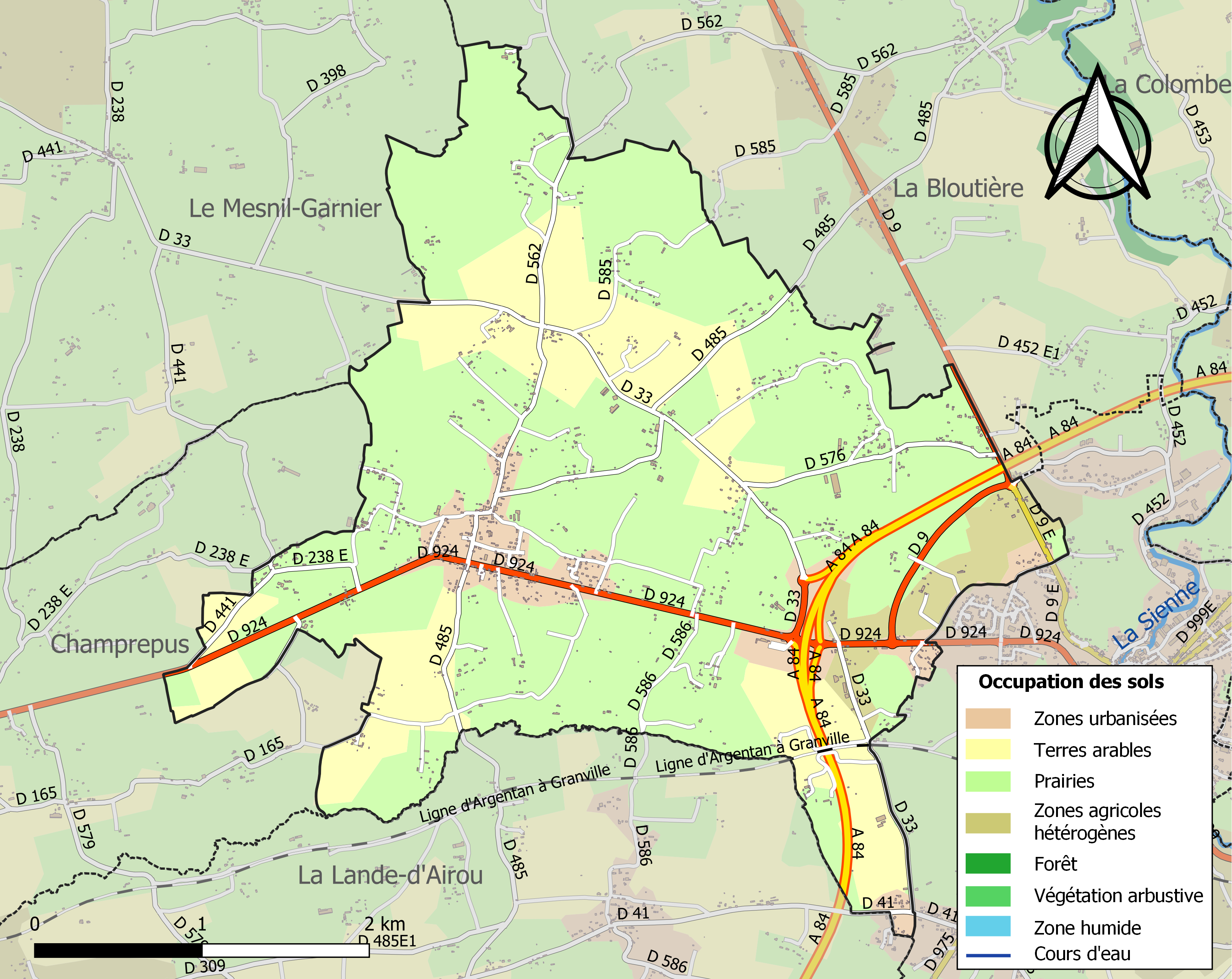
Carte des infrastructures et de l'occupation des sols de la commune en 2018 (CLC).

## Toponymie
Le nom de la localité est attesté sous les formes Florée en 1169, Florie en 1186, Flourie vers 1280, Floury en 1407.
Le toponyme serait issu de l'anthroponyme roman Fleurus.
Le gentilé est Fleurions.

## Histoire
Dans le cadre du chantier de construction de l'autoroute A84, les fouilles archéologiques ont mis au jour à la Jouennière (ou Joignière) un site carolingien, et confirmer une occupation ininterrompue du site depuis le IIe siècle. La fouille a permis de définir une frontière architecturale entre le Massif Armoricain et les plaines normandes, à l'est du bassin de Villedieu-les-Poêles.

## Politique et administration

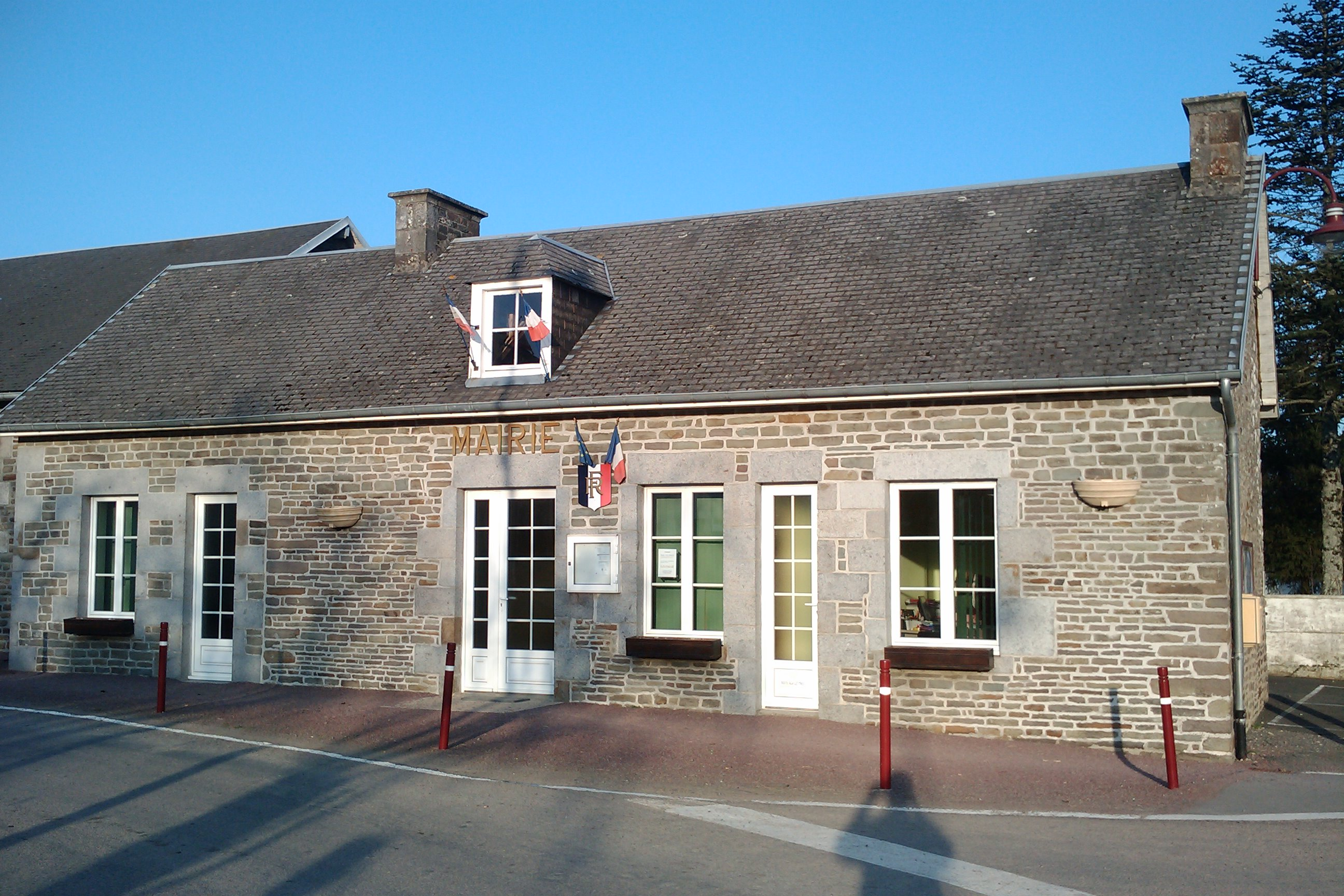
La mairie.

### Liste des maires
| Période                                  | Période   | Identité             | Étiquette | Qualité              |
| ---------------------------------------- | --------- | -------------------- | --------- | -------------------- |
| 1981                                     | 1995      | Raymond Dupard       |           | Agriculteur          |
| 1995                                     | mars 2008 | Jean-Jacques Bertaux |           |                      |
| juin 2008,                               | mars 2014 | Patrick Challier     |           | Avocat               |
| mars 2014                                | mai 2020  | Marc Briens          |           | Agriculteur retraité |
| mai 2020                                 | En cours  | Daniel Vesval        | SE        | Retraité Enedis      |
| Les données manquantes sont à compléter. |           |                      |           |                      |

Le conseil municipal est composé de quinze membres dont le maire et trois adjoints.

## Population et société

### Démographie
L'évolution du nombre d'habitants est connue à travers les recensements de la population effectués dans la commune depuis 1793. Pour les communes de moins de 10 000 habitants, une enquête de recensement portant sur toute la population est réalisée tous les cinq ans, les populations de référence des années intermédiaires étant quant à elles estimées par interpolation ou extrapolation. Pour la commune, le premier recensement exhaustif entrant dans le cadre du nouveau dispositif a été réalisé en 2007.
En 2022, la commune comptait 1 085 habitants, en évolution de +4,03 % par rapport à 2016 (Manche : −0,31 %, France hors Mayotte : +2,11 %).
Fleury a compté jusqu'à 1 209 habitants en 1831.
| 1793  | 1800 | 1806  | 1821  | 1831  | 1836  | 1841  | 1846  | 1851  |
| ----- | ---- | ----- | ----- | ----- | ----- | ----- | ----- | ----- |
| 1 077 | 967  | 1 142 | 1 172 | 1 209 | 1 154 | 1 161 | 1 180 | 1 112 |

| 1856  | 1861  | 1866 | 1872 | 1876 | 1881 | 1886 | 1891 | 1896 |
| ----- | ----- | ---- | ---- | ---- | ---- | ---- | ---- | ---- |
| 1 054 | 1 037 | 937  | 894  | 891  | 867  | 860  | 837  | 790  |

| 1901 | 1906 | 1911 | 1921 | 1926 | 1931 | 1936 | 1946 | 1954 |
| ---- | ---- | ---- | ---- | ---- | ---- | ---- | ---- | ---- |
| 774  | 769  | 768  | 687  | 698  | 687  | 707  | 699  | 785  |

| 1962 | 1968 | 1975 | 1982 | 1990 | 1999 | 2006 | 2007 | 2012  |
| ---- | ---- | ---- | ---- | ---- | ---- | ---- | ---- | ----- |
| 689  | 658  | 611  | 639  | 786  | 760  | 847  | 859  | 1 005 |

| 2017  | 2022  | - | - | - | - | - | - | - |
| ----- | ----- | - | - | - | - | - | - | - |
| 1 035 | 1 085 | - | - | - | - | - | - | - |

### Sports et loisirs
Fleury Sports fait évoluer une équipe de football en division de district.

## Culture locale et patrimoine

### Lieux et monuments
- Église Sainte-Barbe ou Notre-Dame (XIIe, XVe – XIXe siècles) en pierre avec une haute tour à la place d'un transept et un avant-poche gothique. Richard de Fleury, vivant au XIIe siècle, donne l'église et ses droits à Guillaume Tholomé, évêque d'Avranches[35]. Un peu partout, les pierres sont assemblées selon une disposition appelée en « feuilles de fougère » ou « arête-de-poisson » (opus spicatum)[45]. Voûtes du chœur aux blochets sculptés et voûte lambrissé de la nef.

L'église abrite des fonts baptismaux anciens (XVe) et actuels (XIXe), une Vierge de Pitié (XVIe), une verrière (XXe) de Mazuet et une statuette en pierre (XVe) découverte en 1952, et des pierres tombales 1753 et 1779 servant de pavage.
- Fontaine et oratoire Notre-Dame-de-la-Jaunisse (fin XIXe siècle). Une légende a été construite autour de la dévotion d'une épouse envers Notre-Dame en l'église paroissiale de Villedieu, dévotion à laquelle fut attribuée la guérison de son mari, médecin à Villedieu, atteint d'une jaunisse tenace dans les années 1880. Il fut raconté que la guérison était due aux vertus d'une fontaine située sur la commune de Fleury et à une apparition sous la forme d'une statuette de la Vierge à proximité. Notre-Dame de la Jaunisse est aujourd'hui invoquée pour les maladies du foie, et un manuscrit y invite le pèlerin à prier et faire dire une messe[46].
- Croix de cimetière du XVIe siècle.
- Croix de chemin dite Croix Messire Thomas.
- Puits, près de la mairie.
- Fontaine Notre-Dame de la Jaunisse, lieu de pèlerinage.

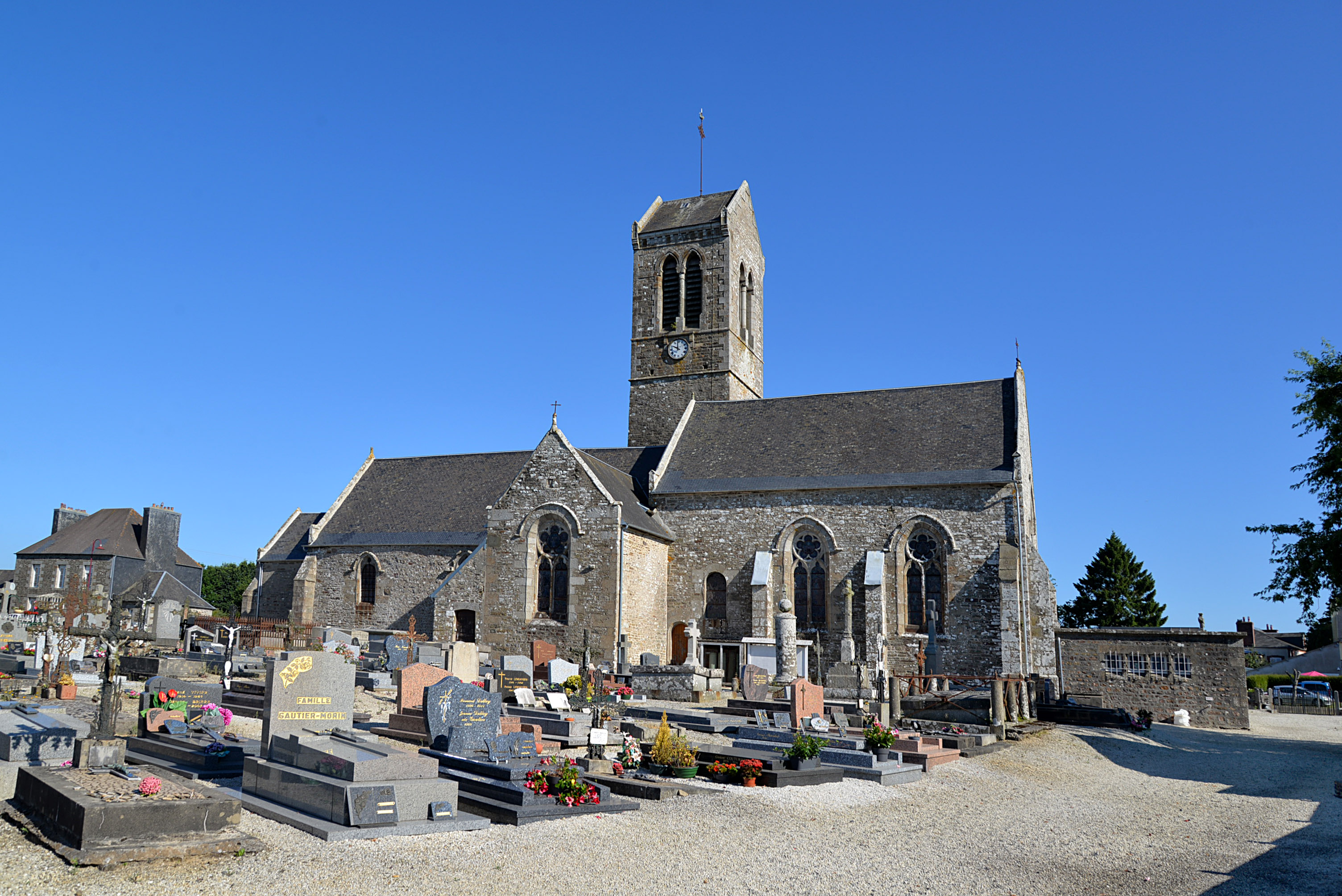
L’église Notre-Dame.
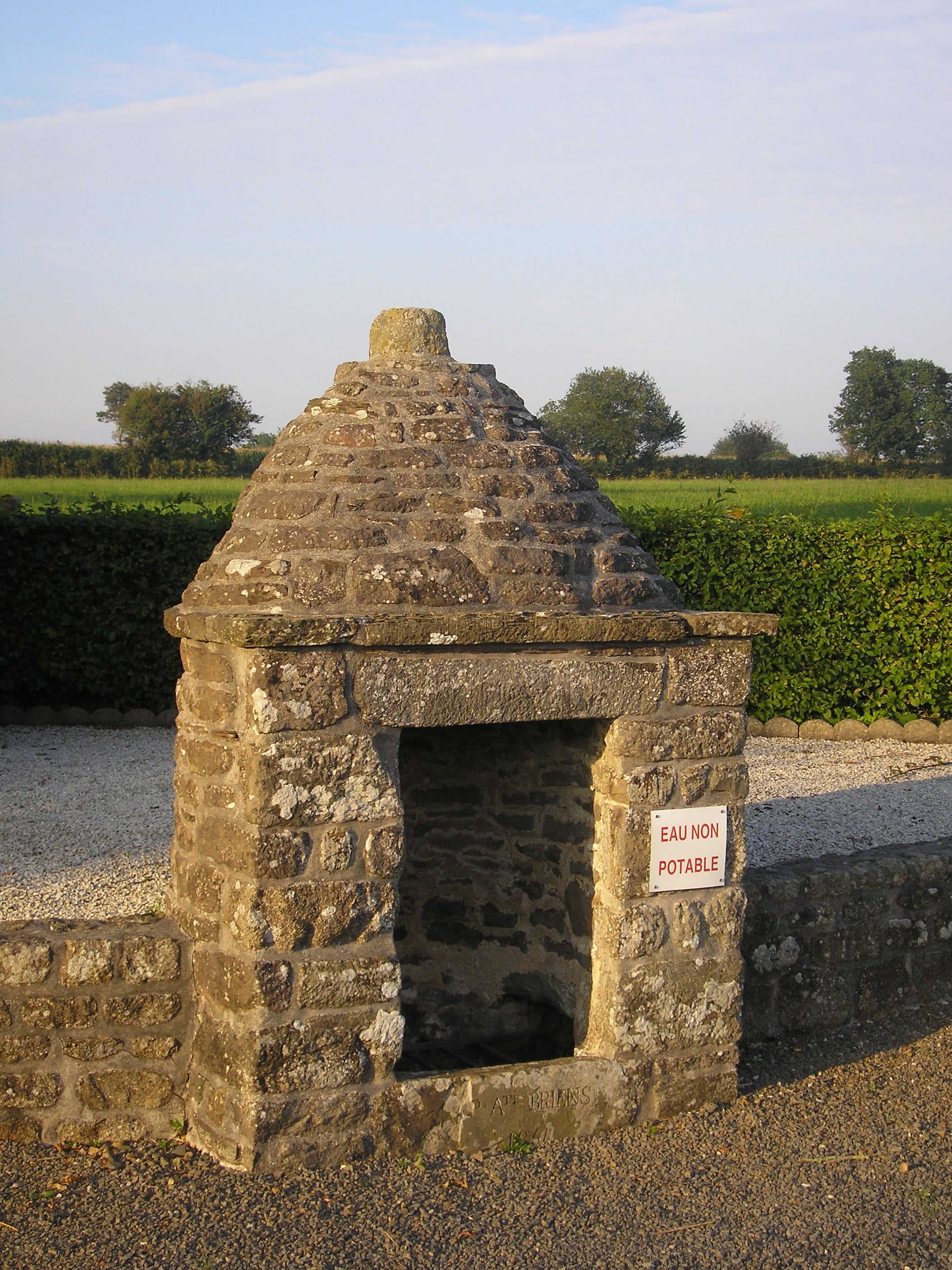
La fontaine Notre-Dame de la Jaunisse.
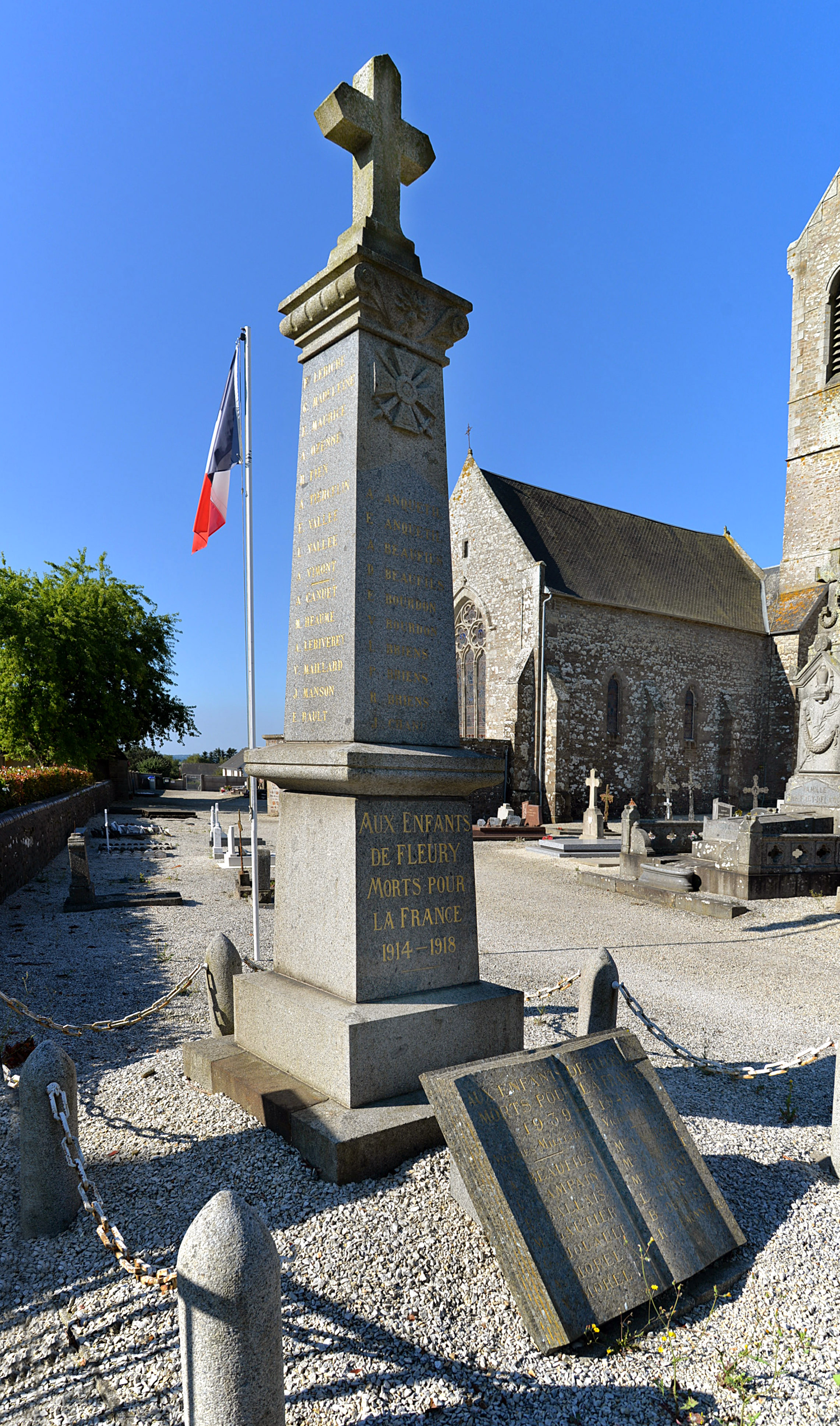
Le monument aux morts dans le cimetière.

### Personnalités liées à la commune
- Michael Vartan (né en 1968), acteur franco-américain, a passé une partie de son enfance à Fleury, de 11 à 16 ans[47].